# Unchain My Heart (album)
Unchain My Heart – jedenasty album muzyczny Joego Cockera, wydany w roku 1987.

## Lista utworów
1. „Unchain My Heart” (Bobby Sharp, Teddy Powell) – 5:04
2. „Two Wrongs” (Eddie Schwartz, David Bendeth) – 4:03
3. „I Stand In Wonder” (Schwartz, David Tyson) – 4:22
4. „The River's Rising” (Michael Lunn) – 4:10
5. „Isolation” (John Lennon) – 3:51
6. „All Our Tomorrows” (Schwartz, Tyson) – 4:24
7. „A Woman Loves a Man” (Dan Hartman, Charlie Midnight) – 4:16
8. „Trust In Me” (Francesca Beghe, Marc Swersky, Midnight) – 4:14
9. „The One” (Tom Kimmel, Jay Joyce) – 4:37
10. „Satisfied” (Hartman, Midnight) – 3:24

## Skład
- Joe Cocker – wokal
- Phil Grande – gitara
- Dan Hartman – gitara, perkusja, tamburyn, wokal wspierający
- T.M. Stevens – gitara basowa
- Greg Johnson – pianino, oragany
- Jeff Levine – instrumenty klawiszowe, pianino, Organy Hammonda
- Robbie Kilgore – instrumenty klawiszowe
- Clarence Clemons – saksofon tenorowy
- Crispin Cioe – saksofon
- Ric Cunningham – saksofon altowy